# Каплань
Каплань (укр. Каплань, рум. Caplani) — левый приток реки Хаджидер, расположенный на территории Штефан-Водского района (Молдавия), Белгород-Днестровского района (Одесская область, Украина).

## География
Длина — 42 км (в Молдавии — 19,3 км, в Украине — 22,7 км). Площадь бассейна — 276 км². Русло реки (отметки уреза воды) в среднем течении () находится на высоте м над уровнем моря. Долина корытообразная, шириной 1-2 км, глубиной 50-60 м. Пойма шириной до 500 м, занята луговой растительностью. Русло слабо-извилистое, в нижнем течении пересыхает и выпрямлено в канал (канализировано). Создано несколько прудов. Используется для хозяйственных целей.
Берёт начало от нескольких ручьёв севернее села Карагасаны. Река течёт на юг. Впадает в пруд на реке Хаджидер (на 49-м км от её устья) в селе Кривая Балка.
Притоки: Сатулуй, Язь (правые); Загор (левая).
Населённые пункты (от истока к устью):
1. Капланы (Кэплань)
2. Старая Царичанка
3. Новая Царичанка
4. Кривая Балка